# Seleção da China de Hóquei no Gelo Feminino
A Seleção da China de Hóquei no Gelo Feminino representa a República Popular da China nas competições oficiais da FIHG.